# Jean-Baptiste Binon
Jean-Baptiste Binon fue un escultor francés originario de Lyon y activo en los Estados Unidos a comienzos del siglo XIX.

## Datos biográficos
Alumno de Joseph Chinard, Binon llegó a los Estados Unidos en 1818, tras haber permanecido estudiando en Italia durante ocho años. Se instaló en Boston, donde se convirtió en el primer profesor de Horatio Greenough, realizó el busto de George Washington, considerada la primera obra de este género realizada en los Estados Unidos, y también el busto de su sucesor en el cargo de presidente John Adams. Este busto de mármol había sido financiado a través de una suscripción de 215 personas para ser expuesto en el Faneuil Hall, y Binon previó la comercialización de las réplicas en yeso.

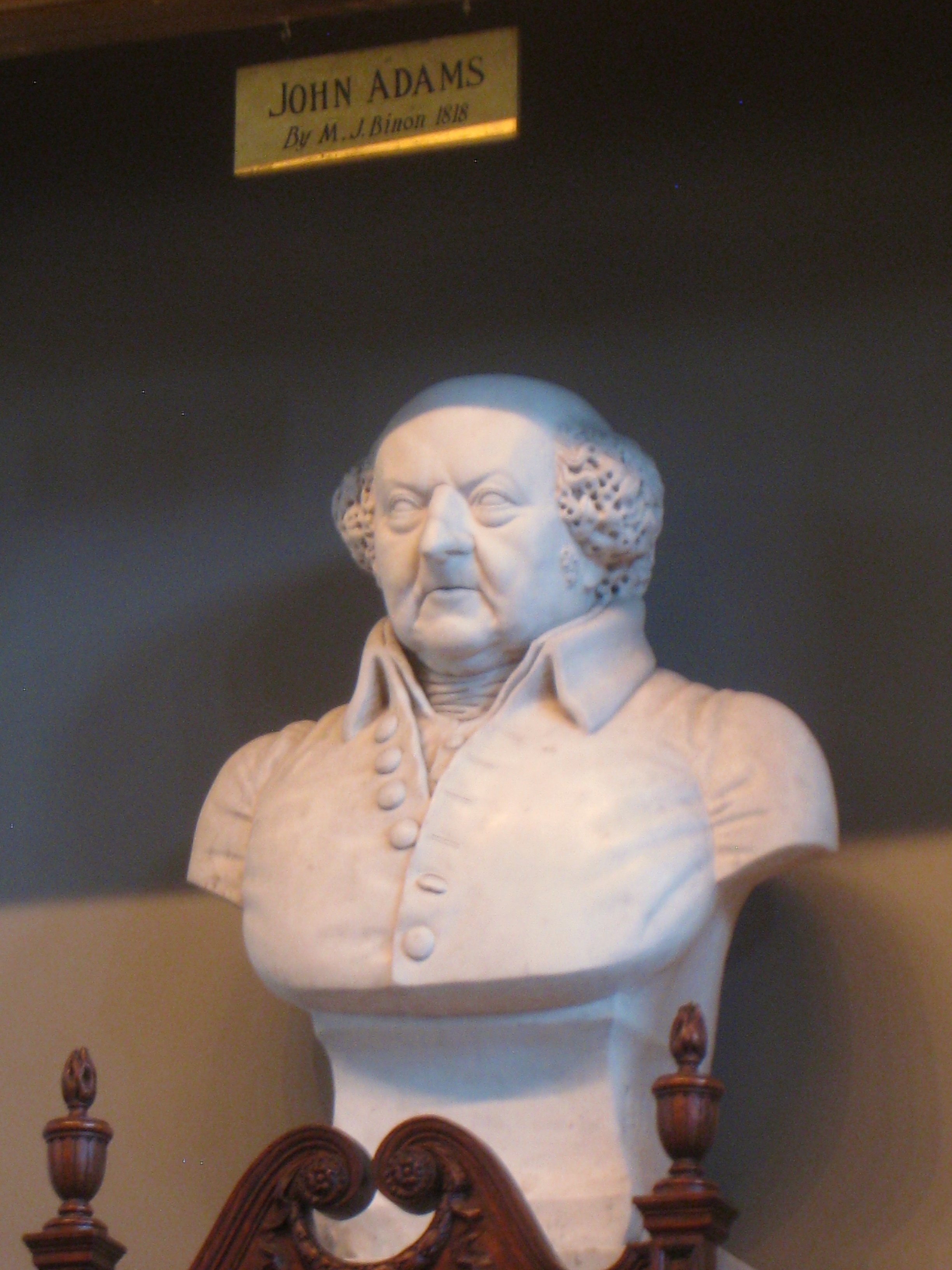
Busto de John Adams

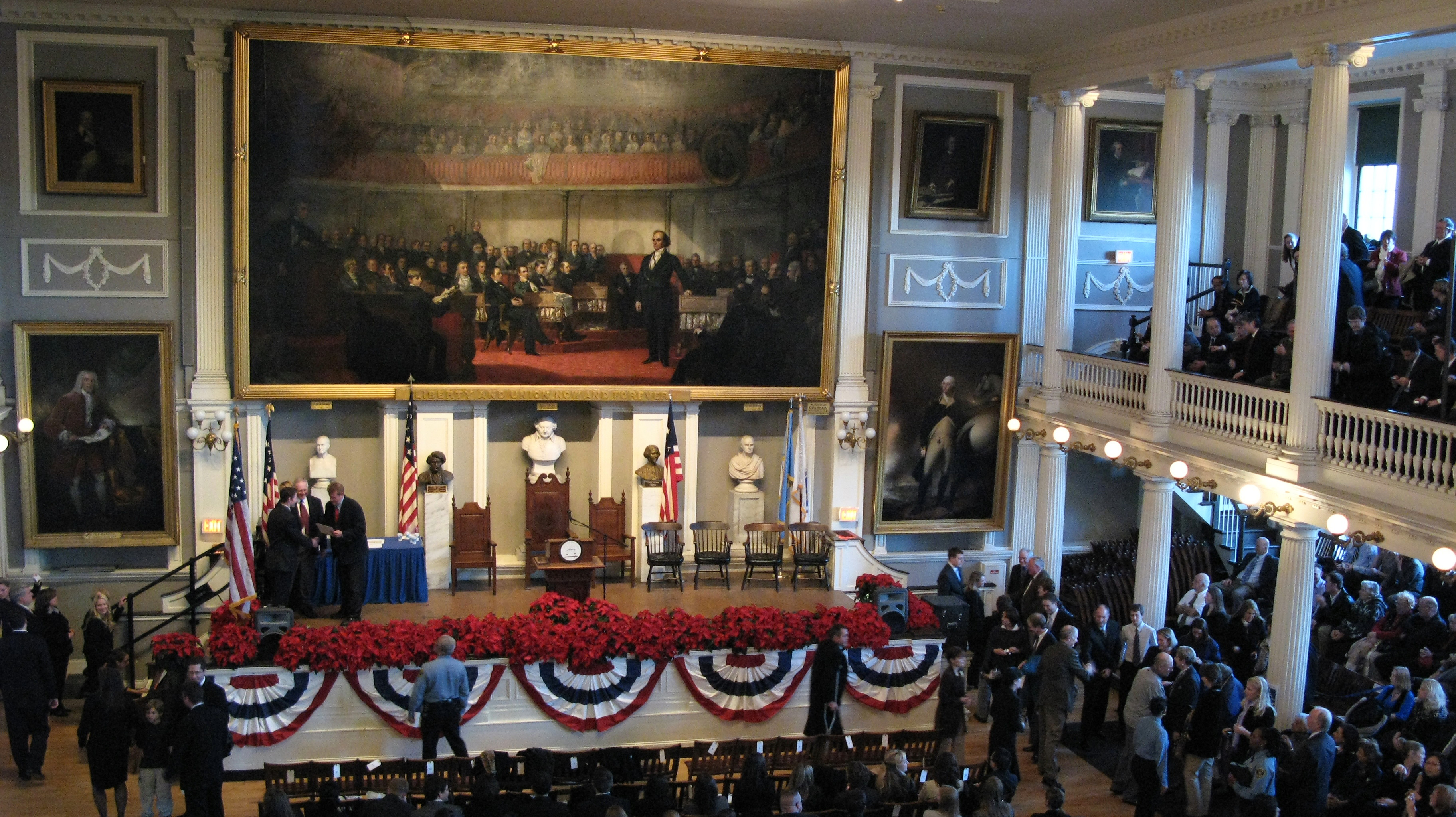
Vista del Gran Hall de Faneuil Hallcon el busto realizado por Binon ocupando el centro del conjunto

Tras escribir a Adams en febrero de 1819, para sopesar su idea, recibió del hombre político una respuesta poco reconfortante: 

« He recibido su amable envío del 3 de febrero. Me temo que se dedica a especulaciones que nunca serán rentables. La edad de la escultura y la pintura no ha llegado aún a este país, y me temo que no llegará  en un corto plazo. Los artistas hicieron lo que pudieron con mi cara y mis ojos, mi cabeza y mis hombros, mi estatura y mi figura y salieron monstruos dignos de ser exhibidos como Arlequín o Punch. Puede continuar del modo que le plazca. No voy a dar tres peniques por una pintura de Rafael o una escultura de Fidias. Estoy seguro de que no encontrará compradores para su busto y siento que esté tan comprometido en la especulación ociosa, sobre todo porque le considero un gran artista y un hombre amable.»

Las copias de yeso de Adams realizadas por Binon, fueron adquiridos sin embargo por varios profanos, como Thomas Jefferson, La Fayette o el hijo del modelo, John Quincy Adams. Este último escribió en su diario, el 30 de marzo de 1829, cuando tuvo que posar para el escultor Persico: 

« Lamento que no exista un busto de mi padre, realizado en vida, que pueda considerarse una obra de arte. El de Binon, expuesto en Faneuil Hall, no es malo, pero está retratado con una chaqueta de cuello alto que le da el aspecto de no tener cuello.»

Binon realizó igualmente los bustos de algunas personalidades notables de Boston, tales como el del general Henry Dearborn. Decepcionado por la escasez de pedidos, dejó los Estados Unidos rumbo a Italia en 1824.

## Obras
Entre las mejores y más conocidas obras de Jean-Baptiste Binon se incluyen las siguientes:
- Busto de John Adams (1735 – 1826), realizado en 1818
- Busto de George Washington (1732 — 1799)
- Busto del general Henry Dearborn[3]